# George Udny Yule
George Udny Yule (Haddington, 18 febbraio 1871 – Cambridge, 26 giugno 1951) è stato uno statistico britannico, pioniere della statistica moderna, contributore fondamentale della teoria della correlazione, della regressione lineare e delle serie storiche.

## Biografia
Di famiglia di tradizioni letterarie e amministrative, frequenta la scuola di Winchester e a 16 anni si iscrive ai corsi 
di ingegneria presso l'University College di Londra.
Comincia la ricerca con studi sulle onde elettromagnetiche (in occasione di un suo soggiorno a Bonn nel 1892 studia sotto Heinrich Hertz) scrivendo sei articoli sulla teoria elettromagnetica.
Nel 1893 viene indirizzato da Karl Pearson alla statistica e scrive il primo articolo sull'argomento nel 1895
"On the Correlation of Total Pauperism with Proportion of Outrelief" dove introduce 
coefficienti di correlazione per studiare la numerose tabelle di contingenza ante litteram (la parola tabella di contingenza viene introdotta da Karl Pearson solo nel 1904).
Fortemente influenzato da K. Pearson, al quale rimane molto legato malgrado la controversia Pearson-Yule,
contribuisce dal 1897 al 1899 alla teoria della regressione e di correlazione.
Nel 1899 lascia il posto all'University College di Londra per andare al City and Guilds of London Institute.
Nel 1900 pubblica in Philosophical Transactions of the Royal Society of London l'articolo "On the association of attributes in statistics" dove introduce l'indice di associazione per tabelle di contingenza 2x2 detto Q di Yule.
Dal 1902 al 1909 è professore di statistica all'University College e dalle sue lezioni nasce il celebre "Introduction to the Theory of Statistics". Con "Notes on the theory of association of attributes in Statistics", comparso in Biometrika nel 1903, descrive quello che diventerà poi noto come paradosso di Simpson.
La sua massima produzione scientifica è negli anni 1920 durante i quali introduce il correlogramma e fonda la teoria delle serie storiche autoregressive. Nello stesso periodo (dal 1924 al 1926) è presidente delle Royal Statistical Society.
La morte di Karl Pearson nel 1936 lo affligge seriamente. Trova un proprio ultimo campo di ricerca svolgendo studi sulla frequenza della parole (soprattutto sostantivi) in vari testi, pubblicando nel 1944 "The Statistics of Literary Vocabulary" (vedasi pure legge di Zipf).
Con i suoi numerosi contributi aprì nuove strade alla statistica moderna, spianando tra l'altro la strada a Ronald Fisher nell'ambito della distribuzione delle correlazioni parziali.

## Pubblicazioni
- "On the Correlation of Total Pauperism with Proportion of Outrelief", 1895
- "On the association of attributes in statistics" in Philosophical Transactions of the Royal Society of London, 1900
- "Notes on the theory of association of attributes in Statistics",  in Biometrika, 1903
- "Why Do We Get Some Nonsense Correlations Between Time Series? A Study in Sampling and the Nature of Time Series", Journal of the Royal Statistical Society, 1926, dove affronta il problema della correlazione spuria
- "Introduction to the Theory of Statistics"
- "The Statistics of Literary Vocabulary", 1944